# 2408 Astapovich
A 2408 Astapovich (ideiglenes jelöléssel 1978 QK1) a Naprendszer kisbolygóövében található aszteroida. Nyikolaj Sztyepanovics Csernih fedezte fel 1978. augusztus 31-én.